# Lenka Šlechtová
Lenka Šlechtová (* 4. April 1991) ist eine tschechische Biathletin.
Lenka Šlechtová gab ihr internationales Debüt 2009 im Rahmen des IBU-Cups und wurde in Nové Město na Moravě 44. eines Sprints. Im folgenden Sprint gewann sie als 37. erste Punkte. Dies ist das bislang beste Ergebnis der Tschechin in der Rennserie. Erstes Großereignis wurden die Biathlon-Juniorenweltmeisterschaften 2010 in Torsby, bei denen die Studentin der Fachoberschule Jilemnice 14. des Einzels, 37. des Sprints, 36. der Verfolgung und Achte mit der Staffel wurde. Bei den Juniorenrennen der Biathlon-Europameisterschaften 2010 in Otepää kamen die Resultate 19 im Einzel, 41 im Sprint und 35 im Verfolger hinzu. Für das Staffelrennen wurde sie an die Seite von Barbora Tomešová, Miroslava Špácová und Jitka Landová zu den Frauen berufen und kam mit ihnen auf den zehnten Platz. Bei den Biathlon-Juniorenweltmeisterschaften 2011 in Nové Město wurde Šlechtová 45. des Sprints, 50. der Verfolgung und 48. des Einzels. Im weiteren Jahresverlauf nahm sie ebenfalls in Nové Město an den Juniorenrennen der Sommerbiathlon-Weltmeisterschaften 2011 teil und wurde 35. des Sprints. Das Verfolgungsrennen beendete sie als überrundete Läuferin nicht.